# Прессбургер, Гертруда
Гертруда Прессбургер, в замужестве Тоннингер (нем. Gertrude Pressburger, Tonninger; 1927, Вена — 31 декабря 2021) — австрийка, пережившая Холокост.

## Жизнь
Гертруда Прессбургер родилась в Вене, Австрия. Она и двое её младших братьев росли скромно, её отец был плотником. В начале 1930-х годов их семья из пяти человек перешла из иудаизма в католицизм, но это их не защитило. Сразу после аншлюса Гертруде и её брату больше не разрешали посещать школу, а отец потерял работу. Её отец, никогда не занимавшийся политической деятельностью, был арестован и подвергнут пыткам гестапо «за подпольную коммунистическую деятельность».
После его освобождения семье по случайности удалось получить визу в Югославию. Поездка завершилась в сентябре 1938 года в Загребе и оттуда продолжилась через Италию, откуда семья собиралась попасть во Францию; но это не удалось. Вернувшись в Югославию, в 1944 году семья была арестована и депортирована в Освенцим.
Её мать и оба брата были убиты по прибытии, а отец умер по дороге в другой лагерь. После освобождения Гертруда Прессбургер уехала в Швецию через Данию, где по инициативе шведского короля выжившие узники концлагерей могли получить помощь. В свой 18-й день рождения она познакомилась с Бруно Крайским, который в то время был председателем Австрийской ассоциации в Швеции. Позже она вернулась в Вену, что было нелегко; на старое место жительства на Бельгофергассе в Майдлинге она больше не приезжала.

## Смерть
Прессбургер умерла в возрасте 94 лет.

## Общественная работа
Прессбургер стала известна как фрау Гертруда, когда в видеообращении предостерегла от дискриминации и ненависти на президентских выборах 2016 года в Австрии. Поводом для этого послужило её раздражение заявлением лидера FPÖ, позднее вице-канцлера Хайнца-Кристиана Штрахе о том, что «в среднесрочной перспективе гражданская война не является маловероятной». Видео было просмотрено и распространено миллионы раз.

## Публикации
- Gertrude Pressburger, Marlene Groihofer: Gelebt, erlebt, überlebt Autobiographie, Verlag Zsolnay 2018 ISBN 978-3-552-05890-3